# ڐ
Dal quatre points suscrits (ڐ) est une lettre additionnelle de l’alphabet arabe qui était utilisée dans l’écriture du brahoui ou de l’ourdou avant d’être remplacé par le ddal ‹ ڈ ›, dāl quatre points suscrits. Il a aussi été utilisé en swahili, notamment par Mwalimu Sikujua.

## Utilisation
En swahili, les lettres tāʾ à quatre points ‹ ٿ › et dāl à quatre points ‹ ڐ › ont été utilisées notamment par Muyaka bin Hadji ou Mwalimu Sikujua pour représenter la consonne occlusive alvéolaire sourde [t] et consonne occlusive alvéolaire voisée [d].